# Gero Priemel
Gero Priemel (* 27. Oktober 1913 in Frankfurt am Main, Deutschland; † 2002) war ein deutscher Regisseur, Produzent und Drehbuchautor von Kultur- und Dokumentarfilmen.

## Leben und Wirken
Der Sohn des Frankfurter Zoodirektors Kurt Priemel wuchs, dank des Berufs des Vaters, mit allen Fragen der Natur auf. Gero Priemel besuchte die Oberrealschule und studierte anschließend Biologie an den Universitäten von Frankfurt, Wien und München bis zur Promotion. Anschließend arbeitete er bis 1937 als Werbeberater und war von 1938 bis 1945 in der Kulturfilmabteilung der UFA angestellt. Für seine dort gezeigten Leistungen erhielt Gero Priemel 1942 den Ehrenpreis der Stadt München. In den letzten Kriegsjahren diente Dr. Priemel vor allem als Regisseur der Hauptfilmstelle des Reichsluftfahrtministeriums.
Nach dem Krieg setzte er seine Arbeit für mehrere kleine Produktionsfirmen fort, seit 1950 stellte er die kurzen Filme mit seiner eigenen Firma, der EGP-Film, her. Gut ein Jahrzehnt lang, zumeist in Zusammenarbeit mit seiner Ehefrau Erni Priemel-Brunner, inszenierte Gero Priemel eine Fülle von kurzen Filmen, zu denen beide oftmals auch das Buch schrieben. Die Filminhalte widmeten sich seltener Naturthemen, vor allem aber Bereichen wie der Stadtentwicklung, dem technischen Fortschritt und Produktionsproblemen in der Industrie. Was Gero Priemel nach 1962 tat, ist ebenso unbekannt wie sein genaues Sterbedatum.

## Filmografie (Auswahl)
- 1938: Riesen deutscher Käferwelt
- 1939: Tragödien im Insektenreich
- 1939: Die Sommerwiese
- 1940: Eine brasilianische Rhapsodie
- 1941: Der Flusskrebs – eine kleine Lebensgeschichte
- 1942: Herbstlied
- 1947: Himmlisches Orchester
- 1948: Die San José-Schildlaus
- 1950: Schildbürger im Angriff
- 1950: Gezähmte Bazillen
- 1951: Wie ein Strumpf entsteht
- 1951: Wuppertal – 24 Stunden aus dem Leben einer deutschen Industriestadt
- 1952: Ein Auto wird gebaut
- 1952: Wuppertal lebt – Aufbau einer deutschen Stadt
- 1952: Ein Auto wird gebaut
- 1953: Johann, der Transportsünder
- 1953: Bodenfreie Hubförderer – Diener des Fortschritts
- 1954: Seife
- 1954: Margarine
- 1954: Ein Besuch bei Ford
- 1955: Wasser – Landschaft – Leben
- 1955: Insel des Friedens
- 1955: Bedrohter Lebensquell
- 1955: Gestern und heute
- 1955: Konservierung durch Kühlung
- 1956: Eine Auskunft wird erteilt
- 1956: Der Bleiakkumulator
- 1957: Inge entdeckt eine Stadt
- 1957: Der rechnende Verschluß
- 1957: Tapeten wandeln Räume
- 1957: Große Liebe zu kleinen Gärten
- 1958: Tapete
- 1958: Willkommen an Bord
- 1958: Zwischen Bonn und Berlin
- 1958: Zwischen Landung und Start
- 1959: Kunststudentin Ursula
- 1959: Geprüfte Zuverlässigkeit
- 1959: Die Einkaufsgenossenschaft
- 1960: Für Heute und Morgen
- 1960: Vorsicht – sonst ist’s passiert
- 1960: …und im Schwarzwald scheint die Sonne
- 1960: Für Heute und Morgen
- 1961: Im nie verlorenen Paradies
- 1961: Landschaftsmelodie Oberschwaben
- 1961: Verliebt in die Schwäbische Alb
- 1961: Pharmazeutische Spezialitäten
- 1962: Burgen, Wein und stille Wälder
- 1962: Heilbronn – lebendige Vergangenheit am Neckar